# Ханасака Дзідзі
«Ханасака дзідзі» (яп. 花咲か爺, Ханасака дзідзі:, або 花咲かじいさん Ханасака дзі:-сан, від «ханасаку» — «цвітіння» і «дзідзі» — «старий») — японська казка. Елджернон Фрімен-Мітфорд заніс її в колекцію «Оповідей Старої Японії (англ. Tales of Old Japan)» під назвою «Історія про старого, який змусив зів'ялі дерева цвісти (англ. The Story of the Old Man Who Made Withered Trees to Blossom)». Ендрю Ленг записав її під назвою «Заздрісний сусід» (англ. The Envious Neighbor) у «Фіолетову книгу казок».

## Короткий зміст
Одна літня пара, яка не мала дітей, дуже любила свою собаку. І одного разу та вирила в саду ямку, в якій старий зі старою виявили скриньку, повну золотих монет. Сусід вирішив, що собака зможе ще раз знайти скарби і попросив її в господарів на деякий час. Однак вона, зривши весь садок, знайшла лише кістки, і сусід вбив її, а господарям сказав, що вона просто померла. Засмучені, вони поховали її біля інжиру, під кроною якого вона знайшла нещасливі скарби. Але одного разу вночі собака з'явилася старому уві сні і попросила зрубати дерево і зробити з нього ступу. Старий на ранок розповів про це дружині і вони вирішили, що так тому й бути. Коли ступа була готова, вони поклали в неї рис, і він в мить ока обернувся на золото. Жадібний сусід тут же вирішив позичити ступу, але в його руках рис перетворювався в смердючі ягоди і від злості він зі своєю дружиною розбив ступу вщент і спалив.
Тієї ж ночі собака уві сні сказала господареві зібрати попіл і удобрити ним землю біля засохлої сакури. Після цього дерево надзвичайно гарно розквітло, і здивований даймьо, помітивши таке диво, щедро обдарував подружжя. Сусід у ту ж мить спробував повторити вчинок старого, але попіл потрапив в очі даймьо і за це лиходія відправили до в'язниці. Коли ж він повернувся, односельці більше не бажали бачити його в цих краях, а через його нечисте минуле новий дім йому знайти так і не вдалося.